# Saint-Quentin-sur-Isère
Pour les articles homonymes, voir Saint-Quentin (homonymie).
Saint-Quentin-sur-Isère est une commune française située géographiquement dans le massif du Vercors, administrativement dans le département de l'Isère et en région Auvergne-Rhône-Alpes, autrefois rattaché au Dauphiné.
La commune, positionnée non loin des agglomérations grenobloise et voironnaise, reste cependant en grande partie, rurale et agricole. Elle est en outre adhérente à la Communauté de communes Saint-Marcellin Vercors Isère Communauté dont le siège est situé à Saint-Marcellin, ainsi qu'au Parc naturel régional du Vercors (son territoire y est partiellement rattaché) dont le siège est situé à Lans-en-Vercors.
Selon l'ouvrage de Patrick Ollivier-Elliot dénommé Vercors safari-patrimoine, la paroisse originelle de Saint-Quentin qui se lovait contre la falaise du Vercors était un point de passage par le plateau de Montaud, la route médiévale n'autorisant pas le passage entre la montagne, trop proche de l'Isère et de ses rives humides, à cette époque. Au cours du XVIIIe siècle, l'endiguement de la rivière permit de tracer une route qui sera la future route nationale 532.
La commune qui compte de nombreux champs de noyers se situe dans la zone d' AOC fruitière qui produit la Noix de Grenoble. Ses habitants se dénomment les Saint-Quentinois et la mairie se situe à environ 220 mètres d'altitude.

## Géographie

### Situation et description

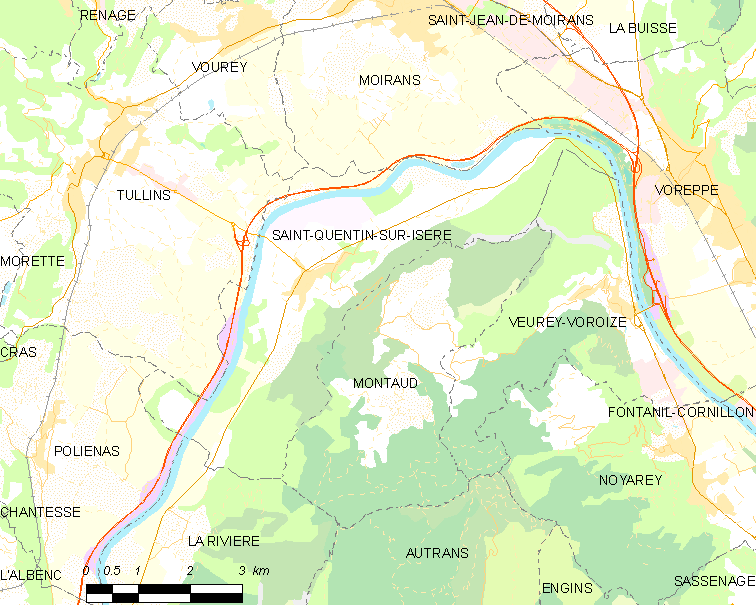
Plan du territoire de Saint-Quentin

Le territoire de Saint-Quentin-sur-Isère est situé à 25 km de Grenoble en direction de Valence, en grande partie sur la rive gauche de l'Isère, à l'extrémité septentrionale du massif du Vercors.
Traversée par l'ancienne route royale puis nationale qui va de Grenoble à Valence, le territoire communal est également bordé par les falaises de la partie septentrionale du massif du Vercors et se terminant en une pointe dénommée "Bec de l'Échaillon". Son territoire est également longé par l'A48 qui relie Valence à Grenoble qui comprend un échangeur permettant de desservir directement la commune.
Le bourg principal qui abrite mairie, écoles et divers services publics se situe sur une colline allongée qui abrite également l'ancien château médiéval datant du XIe siècle et aujourd'hui, ruiné. Ce monticule urbanisé, aplani sur son sommet, surplombe l'ancienne route qui passe donc relativement assez loin du cœur de la petite agglomération. Saint-Quentin comprend également quelques hameaux.
En raison du changement du cours de l'Isère qui a vu disparaître certains de ses méandres au cours de l'histoire, une partie non négligeable du territoire communal se situe dorénavant sur la rive droite de la rivière, notamment dans sa limite avec les communes de Tullins, de Vourey et de Polienas.

### Climat
Pour des articles plus généraux, voir Climat d'Auvergne-Rhône-Alpes et Climat de l'Isère.
En 2010, le climat de la commune est de type climat des marges montargnardes, selon une étude du Centre national de la recherche scientifique s'appuyant sur une série de données couvrant la période 1971-2000. En 2020, Météo-France publie une typologie des climats de la France métropolitaine dans laquelle la commune est exposée à un climat de montagne ou de marges de montagne et est dans la région climatique  Alpes du nord, caractérisée par une pluviométrie annuelle de 1 200 à 1 500 mm, irrégulièrement répartie en été. 
Pour la période 1971-2000, la température annuelle moyenne est de 11,7 °C, avec une amplitude thermique annuelle de 18,9 °C. Le cumul annuel moyen de précipitations est de 1 338 mm, avec 9,3 jours de précipitations en janvier et 7,6 jours en juillet. Pour la période 1991-2020, la température moyenne annuelle observée sur la station météorologique de Météo-France la plus proche, « Coublevie », sur la commune de Coublevie à 10 km à vol d'oiseau, est de 13,0 °C et le cumul annuel moyen de précipitations est de 1 121,0 mm,. Pour l'avenir, les paramètres climatiques de la commune estimés pour 2050 selon différents scénarios d'émission de gaz à effet de serre sont consultables sur un site dédié publié par Météo-France en novembre 2022.

#### Températures minimales et maximales enregistrées en 2011 et 2016
- 2011

| Mois                              | jan. | fév. | mars | avril | mai  | juin | jui. | août | sep. | oct. | nov. | déc. |
| --------------------------------- | ---- | ---- | ---- | ----- | ---- | ---- | ---- | ---- | ---- | ---- | ---- | ---- |
| Température minimale moyenne (°C) | −0,6 | −0,4 | 3,7  | 7,3   | 9,5  | 14   | 13,2 | 14,6 | 12,7 | 8,1  | 2,4  | −0,7 |
| Température maximale moyenne (°C) | 7,5  | 10,5 | 15,1 | 22,5  | 25,4 | 25   | 24,8 | 29,4 | 24,9 | 18,4 | 13,6 | 7,9  |

- 2016

| Mois                              | jan. | fév. | mars | avril | mai  | juin | jui. | août | sep. | oct. | nov. | déc. |
| --------------------------------- | ---- | ---- | ---- | ----- | ---- | ---- | ---- | ---- | ---- | ---- | ---- | ---- |
| Température minimale moyenne (°C) | 1,6  | 3    | 2,3  | 7,1   | 9,5  | 13,4 | 15,7 | 14,6 | 13   | 7    | 4,6  | −3,8 |
| Température maximale moyenne (°C) | 9,3  | 11,3 | 11,4 | 17,1  | 21,3 | 25,8 | 28,8 | 29,1 | 26,6 | 16,8 | 11,6 | 8,6  |

### Géologie

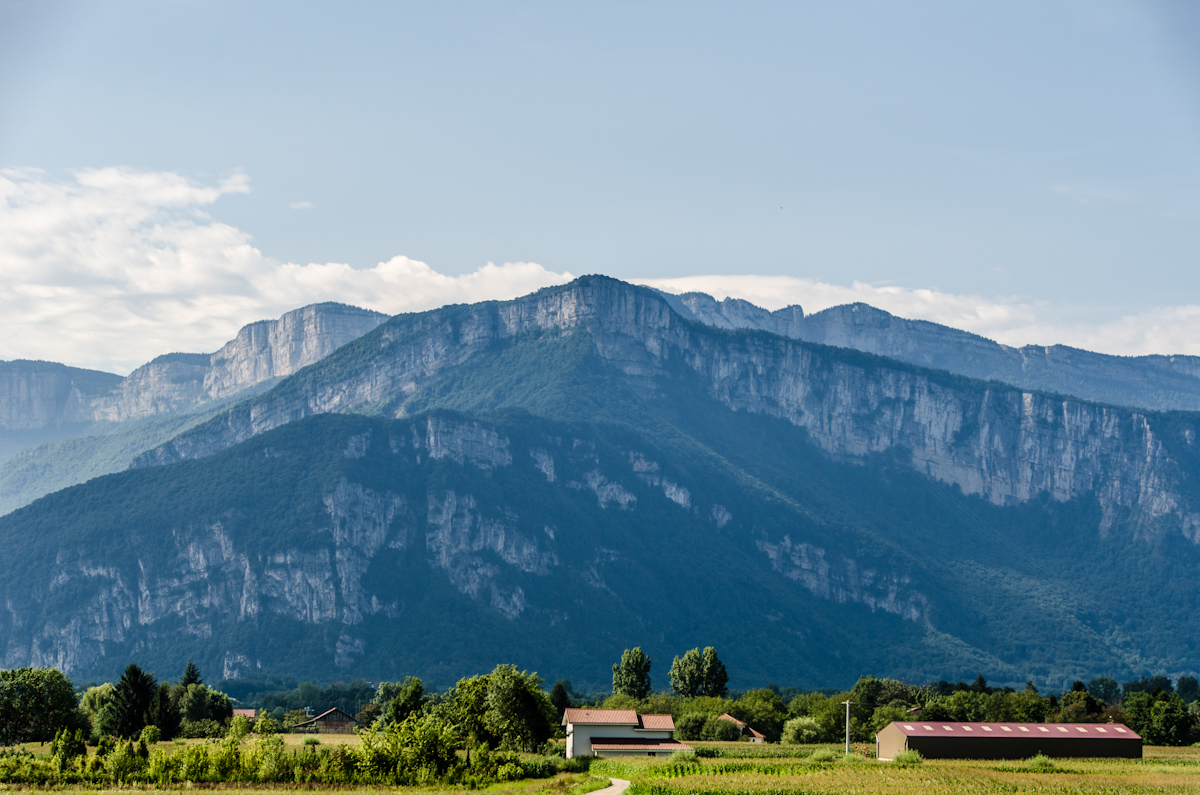
Le bec de l'Échaillon et la dent de Moirans depuis La Buisse

Le « calcaire à polypiers de l'ancienne carrière du Bec de l'Échaillon », est un site géologique remarquable de 3,12 hectares qui se trouve sur les communes de Veurey-Voroize et Saint-Quentin-sur-Isère. Ce site d'intérêt sédimentologique est classé « deux étoiles » à l'« Inventaire du patrimoine géologique » en 2014.

### Hydrographie
Le territoire communal est sillonné de plusieurs cours d'eau dont une rivière, et quelques torrents qui sont tous ses affluents et dont on peut découvrir la liste, ci-dessous :

#### L'Isère
Le principal cours d'eau riverain est l'Isère, un des principaux affluent du Rhône dont le cours est situé à la limite du territoire occidental de Saint-Quentin, sachant que l'Isère, présentant de nombreux bras morts asséchés, le territoire communal s'étend aussi sur l'autre rive. Cette basse vallée, aux bordures nettes, est relativement étroite, porte le nom de Sud Grésivaudan.

#### Les torrents ou ruisseaux
Le territoire communal est sillonné par trois modestes ruisseaux s'écoulant depuis les contreforts du massif du Vercors vers la vallée de l'Isère. il s'agit du ruisseau du Martinet, du ruisseau du Canard et du ruisseau des Lavures.

### Voie routières et transport public

#### Voies routières

##### La route Grenoble-Valence
L'ancienne route nationale 532 ou « route de Grenoble à Valence » est une route nationale française reliant Saint-Péray (Ardèche) à Grenoble (Isère). Celle-ci travers le territoire communal depuis le nord (commune de Veurey-Voroize) vers le sud (commune de La Rivière).
En 2006, la route nationale 532 a été déclassée dans tout le département de l’Isère en route départementale n° 1532  (RD 1532) .

##### Pont routier

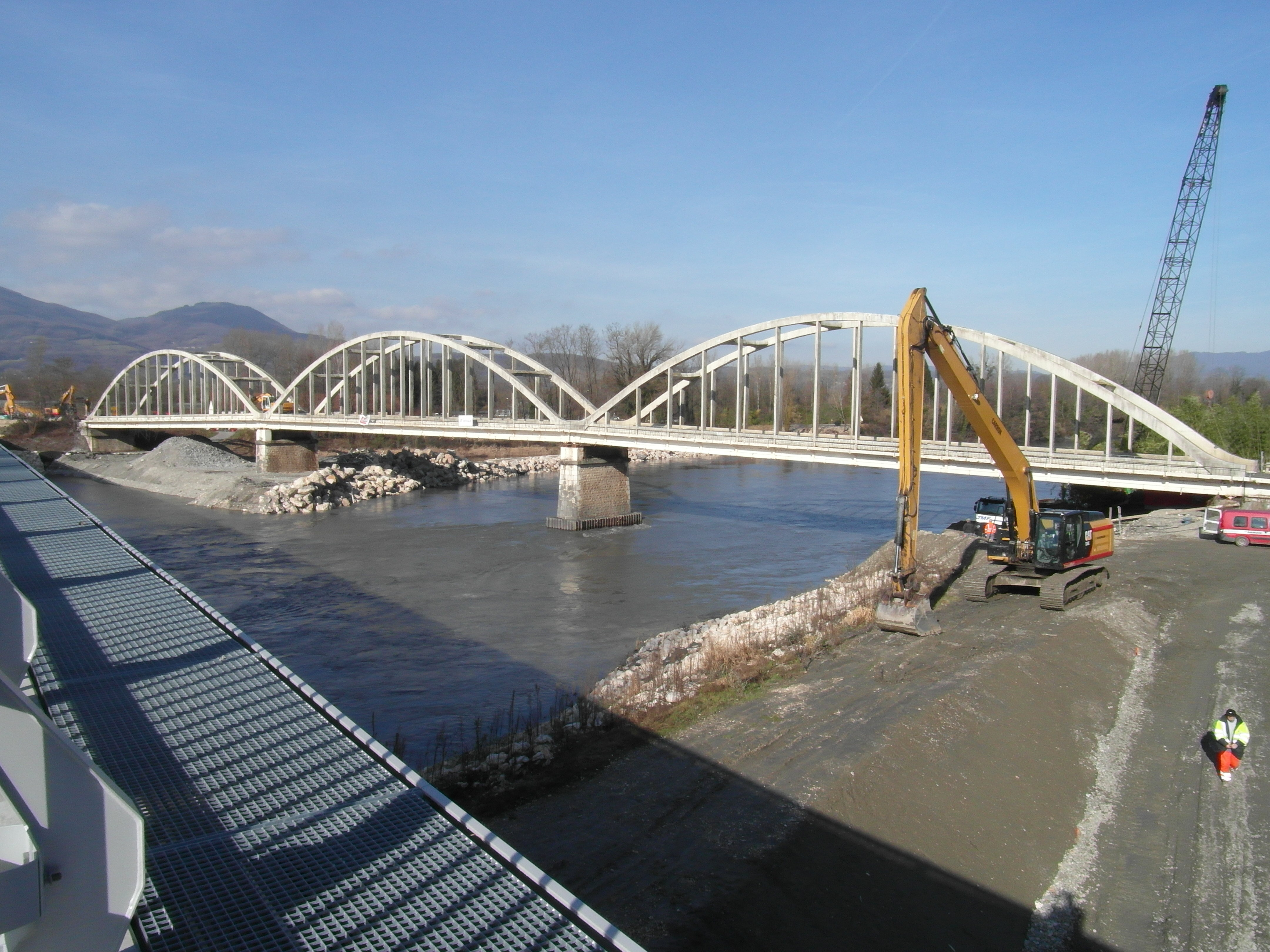
Ancien pont sur l'Isère entre Tullins et Saint-Quentin-sur-Isère en cours de démolition en 2018

Doté de deux voies routières, de deux bandes cyclables et d'un trottoir pour les piétons, un nouveau pont, en remplacement d'un pont très ancien et étroit, a été construit pour franchir l'Isère entre Tullins et Saint-Quentin sur Isère (route départementale 45). Celui-ci a été ouvert à la circulation le 22 novembre 2017. Le chantier, financé par le conseil départemental avait débuté en avril 2015.

##### L'autoroute A 49
L'A49, bien que situé sur l'autre rive de l'Isère, traverse cependant par trois fois le territoire communal. Une sortie avec un guichet à péage permet de gagner directement le territoire saint-quentinois après avoir traversé le pont :
- 11 Tullins : Tullins, Moirans.

#### Transport ferroviaire
La gare ferroviaire la plus proche est celle de Tullins-Fures est desservie par les trains TER Rhône-Alpes (relation de Valence-Ville à Chambéry - Challes-les-Eaux).

#### Autres transports publics

##### Lignes d'autocars
La commune est desservie par la ligne 5000 du Réseau interurbain de l'Isère, gérée et organisée par le département de l'Isère.

## Urbanisme

### Typologie
Au 1er janvier 2024, Saint-Quentin-sur-Isère est catégorisée bourg rural, selon la nouvelle grille communale de densité à sept niveaux définie par l'Insee en 2022.
Elle est située hors unité urbaine. Par ailleurs la commune fait partie de l'aire d'attraction de Grenoble, dont elle est une commune de la couronne,. Cette aire, qui regroupe 204 communes, est catégorisée dans les aires de 700 000 habitants ou plus (hors Paris),.

### Occupation des sols
L'occupation des sols de la commune, telle qu'elle ressort de la base de données européenne d’occupation biophysique des sols Corine Land Cover (CLC), est marquée par l'importance des forêts et milieux semi-naturels (40,2 % en 2018), en augmentation par rapport à 1990 (39,4 %). La répartition détaillée en 2018 est la suivante : 
forêts (40,1 %), zones agricoles hétérogènes (28 %), terres arables (8,5 %), eaux continentales (7,7 %), espaces verts artificialisés, non agricoles (5,4 %), mines, décharges et chantiers (3,4 %), zones industrielles ou commerciales et réseaux de communication (2,9 %), zones urbanisées (2,7 %), cultures permanentes (1,3 %), milieux à végétation arbustive et/ou herbacée (0,1 %). L'évolution de l’occupation des sols de la commune et de ses infrastructures peut être observée sur les différentes représentations cartographiques du territoire : la carte de Cassini (XVIIIe siècle), la carte d'état-major (1820-1866) et les cartes ou photos aériennes de l'IGN pour la période actuelle (1950 à aujourd'hui).

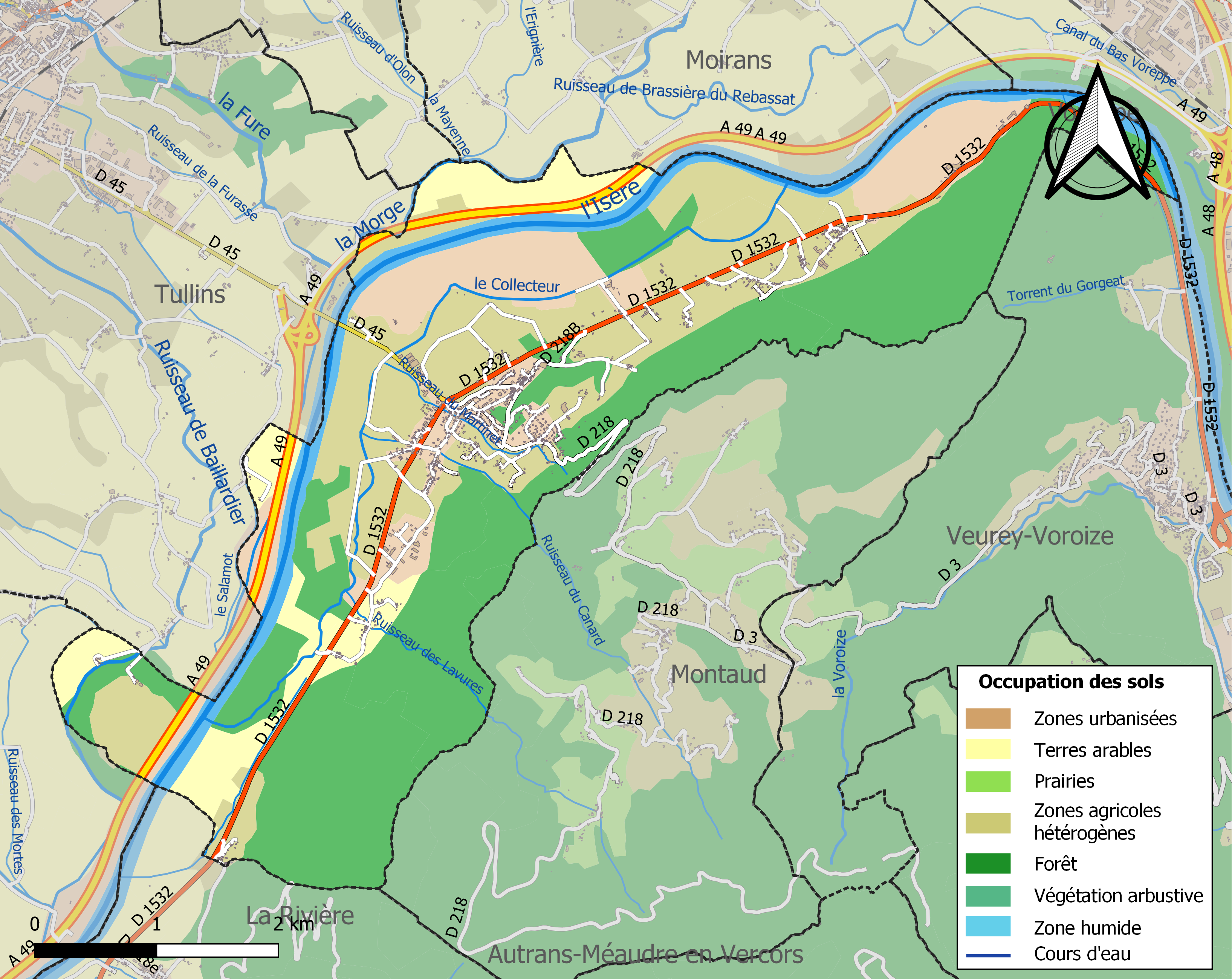
Carte des infrastructures et de l'occupation des sols de la commune en 2018 (CLC).

### Logements
En 2013, la commune comptait un total de 560 logements dont 508 résidences principales, 8 résidences secondaires ou occasionnels et 43 logements vacants. 290 de ces logements comprenaient au moins 5 pièces et 493 de ces logements avaient été construits avant 2011. Le nombre de propriétaires de ces logements frôlaient les 77%.

### Lieux-dits, hameaux et écarts
Voici, ci-dessous, la liste complète des hameaux, quartiers et lieux-dits et espaces ruraux répertoriés de la commune de Saint-Quentin sur Isère, présentés selon un axe nord-sud et selon les références de la carte IGN consultable sur le site Géoportail.
Les hameaux et lieux-dits principaux sont indiqués en caractère gras.
| - l'Échaillon - Grandjean - le Replat - Perraudière - Fontbesset - Château Folliet - Féroulière | - De Montal - la Grande grange - la Mativerie - l'île Cotelard - Sous la roche - le Martinet - Beauregard | - Ferroulière - Royaltière - Romanetière - la Terasse - Baboulinière - Renaudière - les Brunières |

### Eau et assainissement
La gestion des services « eau et assainissement » est assurée par la Régie de la Communauté de communes Chambaran Vinay Vercors. Le volume d’eau captée et traitée au niveau de la commune est de 120 000 m3 par an en moyenne et plus de 16 km de conduites desservent environ 580 foyers.

### Risques naturels et technologiques

#### Risques sismiques
L'ensemble du territoire de la commune de Saint-Quentin-sur-Isère est situé en zone de sismicité n°4 (sur une échelle de 1 à 5), comme la plupart de ses communes voisines, notamment celles du Vercors.
| Type de zone | Niveau            | Définitions (bâtiment à risque normal) |
| ------------ | ----------------- | -------------------------------------- |
| Zone 4       | Sismicité moyenne | accélération = 1,6 m/s2                |

## Toponymie
Le nom de la commune est composé de deux noms :
- Saint-Quentin

Le nom de Saint Quentin (Quintinus † 303), dit aussi Quentin de Vermand ou de Vermandois, est celui d'un saint d'origine romaine qui a évangélisé la Gaule romaine dans le courant de la seconde moitié du IIIe siècle et plus particulièrement le Vermandois, c'est-à-dire la région de la ville de Saint-Quentin dans l'Aisne. Outre Saint-Quentin sur Isère, la France compte 35 autres communes portant le nom de Saint-Quentin et 6 anciennes communes, aujourd'hui rattachée à d'autres communes. Le culte de Saint Quentin a été important au cours du Moyen Âge, en particulier dans le Nord de la France.
 
Le nom de Quentin se rapporte au latin Quintinus et Quintus qui signifie "cinquième".
- Isère

Le nom de la rivière qui borde le territoire de la commune est issu d'un mot non celtique, vraisemblablement intégré par les Celtes à une époque ancienne, et dont la signification est « l'impétueuse, la rapide ». Il est apparenté à l'indo-européen *isərós « impétueux, vif, vigoureux », proche du sanskrit isiráh, de même sens.

## Histoire

### Préhistoire et Antiquité

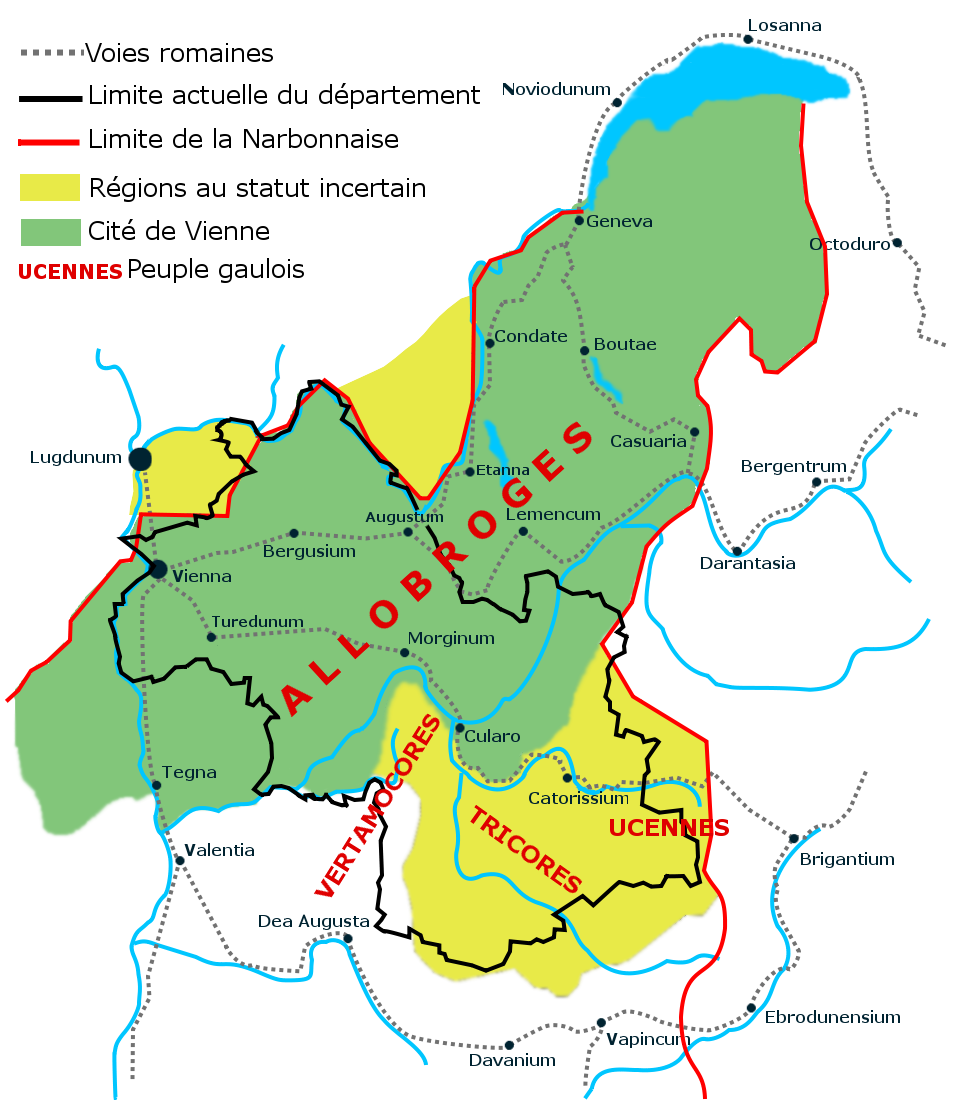
Territoire des Allobroges

#### Préhistoire
Du fait de son implantation sur la rive gauche de l'Isère à l'extrême limite du Vercors, on peut penser que Saint-Quentin-sur-Isère constituait jadis une voie de passage privilégiée en direction du couloir Rhodanien (vers le sud) et vers le sillon alpin (côté nord). Certains vestiges de civilisations préhistoriques de la période finale du bronze furent découverts lors de fouilles effectuées dans les grottes de l'Echaillon en limite nord de la commune.

#### Antiquité
Le site de Montaud, proche de la pointe nord de la courbe de l'Isère et du massif du Vercors, se situait à la limite du territoire des Allobroges, ensemble de tribus gauloises occupant l'ancienne Savoie, le nord et le centre du Dauphiné.
Quelques vestiges gallo-romains furent également mis au jour sur la commune : sépulture, pièces de l'époque de Gallien (253-268).

### Moyen Âge et Renaissance
Les premières mentions écrites de Saint-Quentin-sur-Isère datent de 1206 (le comte d'Albon reconnaît détenir le château en fief du chapitre de Vienne) et 1209 (Le seigneur de Moirans remet à l'Église de Vienne six châteaux, dont celui de Saint-Quentin).
Trois familles se sont succédé depuis 1200 : les familles de Saint-Quentin (vers 1200), de Châteauneuf  (1374) et de Beaumont (vers 1458).
En 1627, le fief de Saint-Quentin est vendu à Joachim de Chissé, seigneur de la Marcousse, établi à Poliénas.

### Temps modernes
Pour la période entre le Moyen Âge et le XIXe siècle peu d'écrits permettent de tracer la vie de la commune, à noter cependant pour quelques décennies une fusion des communes de Saint-Quentin et de Montaud le 31 janvier 1790 et l'établissement de Saint-Quentin en chef-lieu de canton (La Rivière, Rovon, Saint-Gervais) par l'administration révolutionnaire.
Pendant une courte période, le nom révolutionnaire de Saint-Quentin était Gibraltard.

### Époque contemporaine
Au début du XXe siècle, un scandale éclata dans le milieu de la nuciculture dauphinoise. Certains négociants peu scrupuleux se permirent de mélanger des noix mal triées et originaires de l'étranger avec des noix locales afin de les exporter outre-atlantique. La réaction des agriculteurs isérois sera rapide du fait qu'ils étaient déjà organisés en groupements professionnels afin d'écarter les tentatives de dumping et pour leur permettre de tenir les cours du produit. Dès 1908, et s'appuyant sur la loi du 1er août 1905 qui sanctionnait les fraudes et falsifications en matière de produits, est créé à Saint-Quentin-sur-Isère un premier syndicat professionnel qui permettre de dissuader les personnes tentées de frauder. La noix locale sera ensuite protégée sous l'appellation AOC noix de Grenoble.
En 1928, les quartiers de Jarrioz, l'Ile-Rose, et de l'Ile-Bernard, situés sur la rive droite de l'Isère, sont séparés de la commune de Saint-Quentin-sur-Isère pour être rattachés à la commune de Moirans.

## Politique et administration

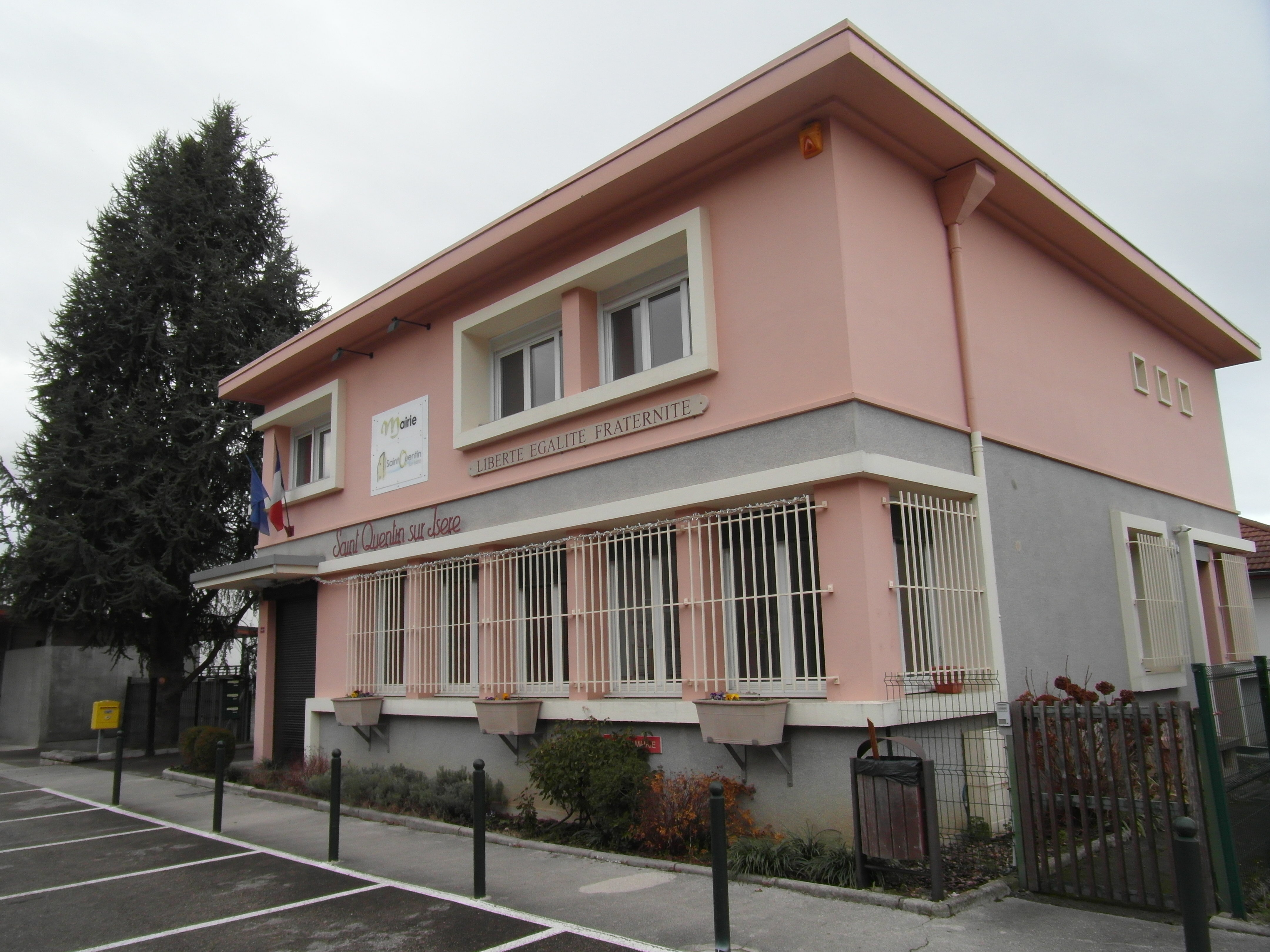
Mairie de Saint-Quentin-sur-Isère

### Administration municipale
À l'issue des élections municipales françaises de 2014, le conseil municipal de Saint-Quentin sur Isère est composé de 15 membres : un maire (Jean-Pierre Faure), quatre adjoints aux maires et dix conseillers municipaux.
Le conseil municipal est représenté par deux sièges à la Communauté de communes Chambaran Vinay Vercors, intégrée en janvier 2018 à "Saint-Marcellin-Vercors-Isère Communauté",  et deux sièges à l'assemblée délibérative du Parc naturel régional du Vercors

### Liste des maires
| Période                                  | Période   | Identité            | Étiquette | Qualité  |
| ---------------------------------------- | --------- | ------------------- | --------- | -------- |
| août 1944                                | mars 1971 | Léonce Poulat       |           |          |
| mars 1971                                | mars 1977 | Pierre Genestier    |           |          |
| mars 1977                                | mars 1983 | Raoul Mallein-Muret |           |          |
| mars 1983                                | mars 1995 | Yves Groult         |           |          |
| mars 1995                                | mars 2008 | Henri Santos-Cottin |           |          |
| mars 2008                                | En cours  | Jean-Pierre Faure   | SE        | Retraité |
| Les données manquantes sont à compléter. |           |                     |           |          |

### Jumelage
Selon l'annuaire publié par l'AFCCRE et le conseil des communes et régions d'Europe, consulté en mai 2020, la commune de Saint-Quentin sur Isère n'est jumelée avec aucune autre commune européenne.

## Population et société

### Démographie
L'évolution du nombre d'habitants est connue à travers les recensements de la population effectués dans la commune depuis 1793. Pour les communes de moins de 10 000 habitants, une enquête de recensement portant sur toute la population est réalisée tous les cinq ans, les populations de référence des années intermédiaires étant quant à elles estimées par interpolation ou extrapolation. Pour la commune, le premier recensement exhaustif entrant dans le cadre du nouveau dispositif a été réalisé en 2007.

En 2022, la commune comptait 1 472 habitants, en évolution de +3,44 % par rapport à 2016 (Isère : +3,07 %, France hors Mayotte : +2,11 %).
| 1793  | 1800  | 1806  | 1821  | 1831  | 1836  | 1841  | 1846  | 1851  |
| ----- | ----- | ----- | ----- | ----- | ----- | ----- | ----- | ----- |
| 1 304 | 1 291 | 1 306 | 1 383 | 1 345 | 1 369 | 1 434 | 1 374 | 1 318 |

| 1856  | 1861  | 1866  | 1872  | 1876  | 1881  | 1886  | 1891  | 1896  |
| ----- | ----- | ----- | ----- | ----- | ----- | ----- | ----- | ----- |
| 1 222 | 1 184 | 1 283 | 1 249 | 1 214 | 1 220 | 1 197 | 1 127 | 1 087 |

| 1901  | 1906  | 1911 | 1921 | 1926 | 1931 | 1936 | 1946 | 1954 |
| ----- | ----- | ---- | ---- | ---- | ---- | ---- | ---- | ---- |
| 1 044 | 1 014 | 984  | 868  | 875  | 866  | 733  | 727  | 761  |

| 1962 | 1968 | 1975 | 1982 | 1990  | 1999  | 2006  | 2007  | 2012  |
| ---- | ---- | ---- | ---- | ----- | ----- | ----- | ----- | ----- |
| 794  | 722  | 783  | 937  | 1 090 | 1 231 | 1 281 | 1 288 | 1 330 |

| 2017  | 2022  | - | - | - | - | - | - | - |
| ----- | ----- | - | - | - | - | - | - | - |
| 1 451 | 1 472 | - | - | - | - | - | - | - |

### Enseignement
Rattachée à l'académie de Grenoble, la commune héberge sur son territoire deux établissements chargés de l'enseignement des enfants :l'école maternelle « Les Petites Frimousses » accueillant 57 élèves, répartis en deux classes pour la rentrée 2016/2017 et l'école élémentaire Louis Pergaud accueillant 110 élèves, répartis en cinq classes pour l'année 2016/2017.
Ces établissements sont situés dans le bourg central, à proximité de la mairie.

### Équipement sanitaire et social

#### Équipement sanitaire
La commune dispose d'un cabinet médical, d'un cabinet dentaire, d'un cabinet de soins infirmiers, d'un cabinet de kinésithérapie et d'une pharmacie sur son territoire.

#### Équipement social

##### Aide à domicile en milieu rural
L'ADMR (anciennement "Aide à domicile en milieu rural") possède une antenne (dénommée association Bas Grésivaudan) dans la commune. Celle-ci propose des aides à la personne concernant toutes les couches et tous les âges de la société.

##### Autres services sociaux
Le CCAS, service public placé sous l'autorité du maire, intervient dans toutes les démarches d'ordre social des citoyens (Aide perte d'Autonomie), demande de logement, recours à une travailleuse familiale, etc.)
En outre un relais-emploi organise une permanence hebdomadaire dans la mairie de la commune.

### Équipement culturel

#### Médiathèque intercommunale
La médiathèque intercommunale « Lis-là », située à proximité de la mairie et des écoles, propose des près de livres, de cd et de dvd à tous les habitants de la communauté de communes. Des tablettes tactiles sont également à disposition, en service consultation. Ce bâtiment public propose, en outre, des spectacles divers et variés, des expositions, des ateliers créatifs et des rencontres poétiques et littéraires.

### Équipements Sportifs
La commune possède un stade, un terrain de jeux de boules et deux courts de tennis. Saint-Quentin abrite, en outre, un terrain de golf privé sur son territoire
- Le golf de Grenoble-Charmeil

Il s'agit d'un parcours privé de golf 18 trous, comprenant également un hôtel, l'ensemble étant situé à proximité des rives de l'Isère.

### Autres équipements publics
- La chaufferie municipale

Installée en 1998, une chaufferie dite « à bois déchiqueté », alimente plusieurs bâtiments publics dont la salle des fêtes, la mairie, les écoles locale, la médiathèque) ainsi qu'un habitat collectif de 24 logements géré par l'OPAC. Une chaudière au fioul dite de « secours » 'maintenance, panne) est attenante à la chaufferie principale.

### Médias

#### Presse écrite
Un grand organe de la Presse écrite régionale est distribué sur le territoire de la commune de Sassenage, en vente chez les marchands de journaux locaux.
- Le Dauphiné libéré

Historiquement, le quotidien à grand tirage Le Dauphiné libéré consacre, chaque jour, y compris le dimanche, dans son édition de Grenoble, un ou plusieurs articles à l'actualité de la ville, ainsi que des informations sur les éventuelles manifestations locales, les travaux routiers, et autres évènements divers à caractère local.

#### Audiovisuel
Ici Isère est la radio publique qui émet sur son territoire ainsi que dans tout le département de l'Isère.

### Lieux de culte

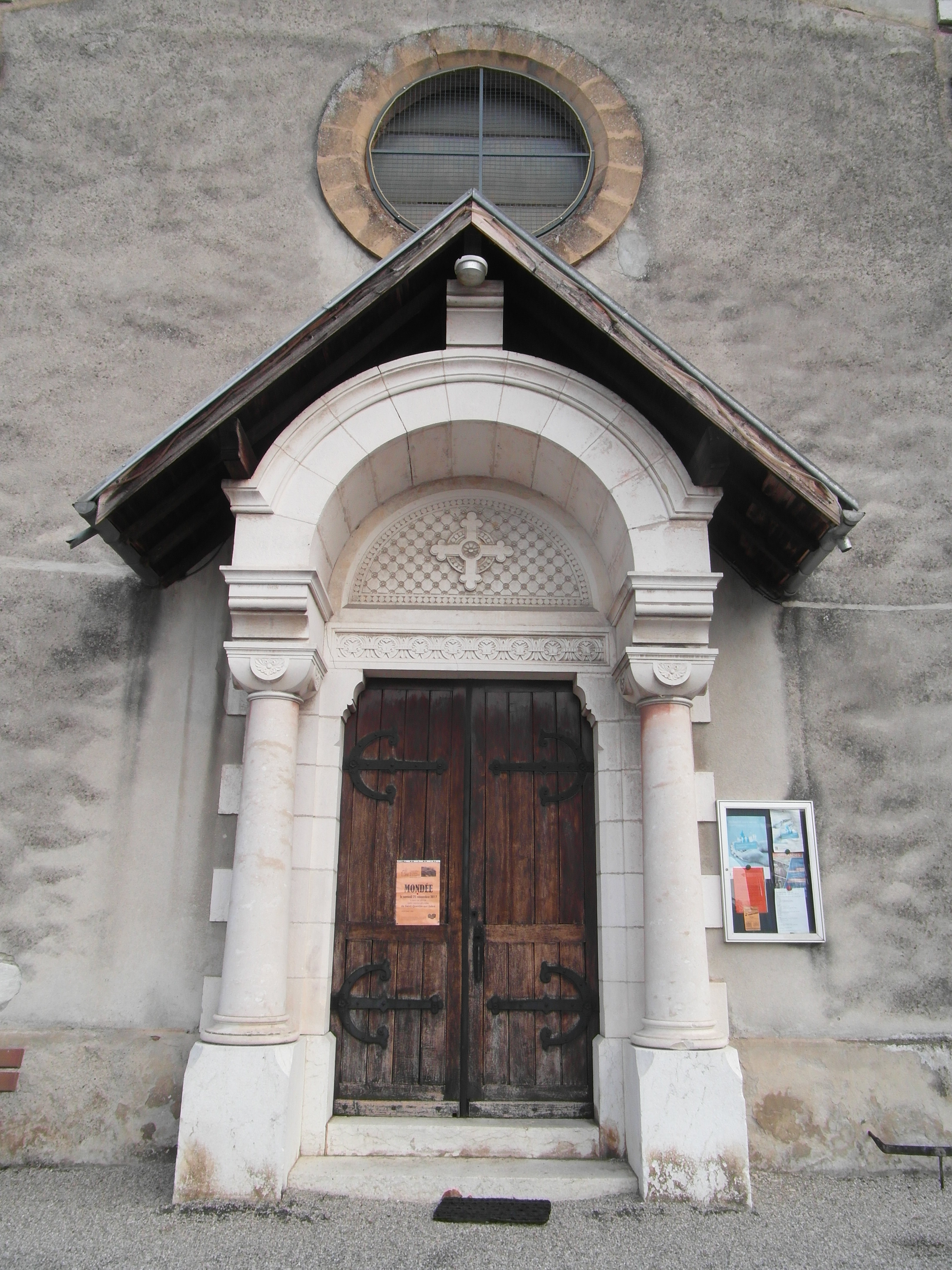
Porche de l'église de Saint-Quentin-sur-Isère

#### Culte catholique
La paroisse dont dépendent les membres de la communauté catholique de Saint-Quentin sur Isère est dénommé « Notre Dame des Noyeraies » et son siège (secrétariat paroissial) est situé dans la commune voisine de Tullins.

#### Culte bouddhiste
Un centre d’études tibétaines dénommé « Karma Migyur Ling », lieu d’étude et de pratique du bouddhisme, est situé sur les contreforts du Massif du Vercors à quelques kilomètres de Saint-Quentin entre les communes de Rencurel et d'Izeron.

## Économie
Le commune fait partiellement partie de l'aire géographique de production et transformation du « Bois de Chartreuse », la première AOC de la filière Bois en France.

### Le secteur agricole
En effet, la partie méridionale de la commune est couverte de noyeraies. Le noyer est un arbre de la famille des juglandacées qui est cultivé pour son fruit la noix qui se récolte à l'automne mais aussi pour son bois.
Saint-Quentin-sur-Isère est une des communes d'un secteur de vignobles pouvant revendiquer le label IGP « Coteaux-du-grésivaudan », comme la plupart des communes de la moyenne vallée de l'Isère (Grésivaudan et cluse de Voreppe).

## Culture locale et patrimoine

### Patrimoine architectural

#### Le château de Saint-Quentin sur Isère

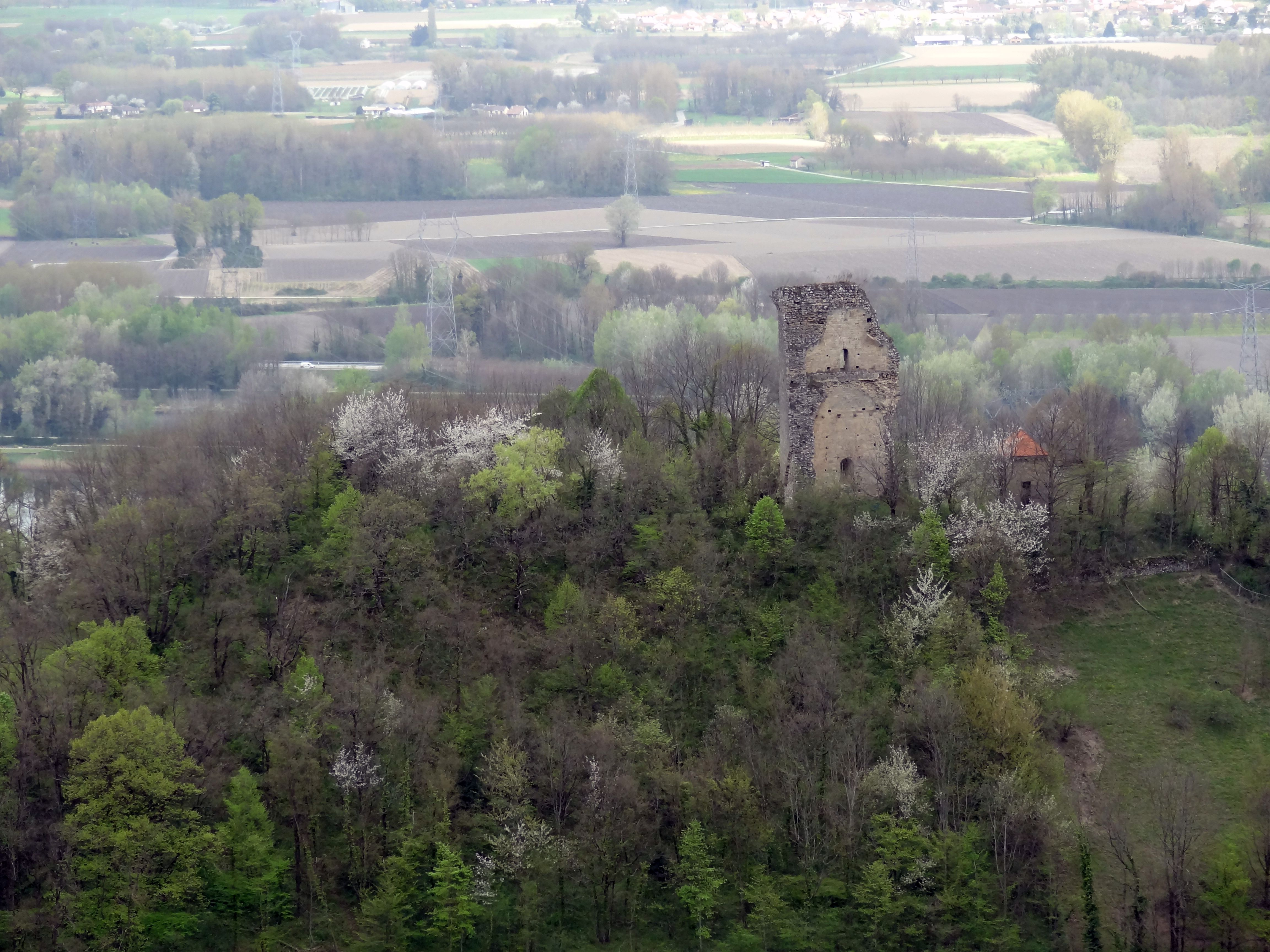
Les vestiges du château de Saint-Quentin

Dévasté durant les guerres de religion, les ruines du château-fort de Saint-Quentin, datant du XIIIe siècle, dominent le village. Les vestiges du bâtiment médiéval se trouvent au lieu-dit La Tour. Le château est cité pour la première fois dans les hommages de André-Dauphin (1184-1237) aux archevêques de Vienne.
Du donjon médiéval aux murs épais, il ne reste plus que la façade nord jusqu'à une hauteur de trente mètres, la rendant encore visible depuis la route et la vallée. Deux baies sont encore visibles, par contre le crénelage a disparu avec le temps. L'ancienne enceinte est encore visible partiellement, dans l'environnement immédiat du château.
Le donjon, muni de corbeaux qui formaient des mâchicoulis, ne comporte plus que 2 pans en angle Sud-ouest et ne présente plus de salle fermée, mais on peut encore deviner qu'il possédait trois niveaux. Sa hauteur résiduelle est de 30 m environ. La technique de construction par parements intérieur et extérieur enserrant un blocage, est bien visible. Quelques travaux de confortement ont été effectués pour limiter la ruine des pans subsistants. Autour de cet ancien bâtiment, on peut encore découvrir les anciens fossés, ainsi qu'une ancienne citerne.

#### Église Saint-Celse et Saint-Nazaire,

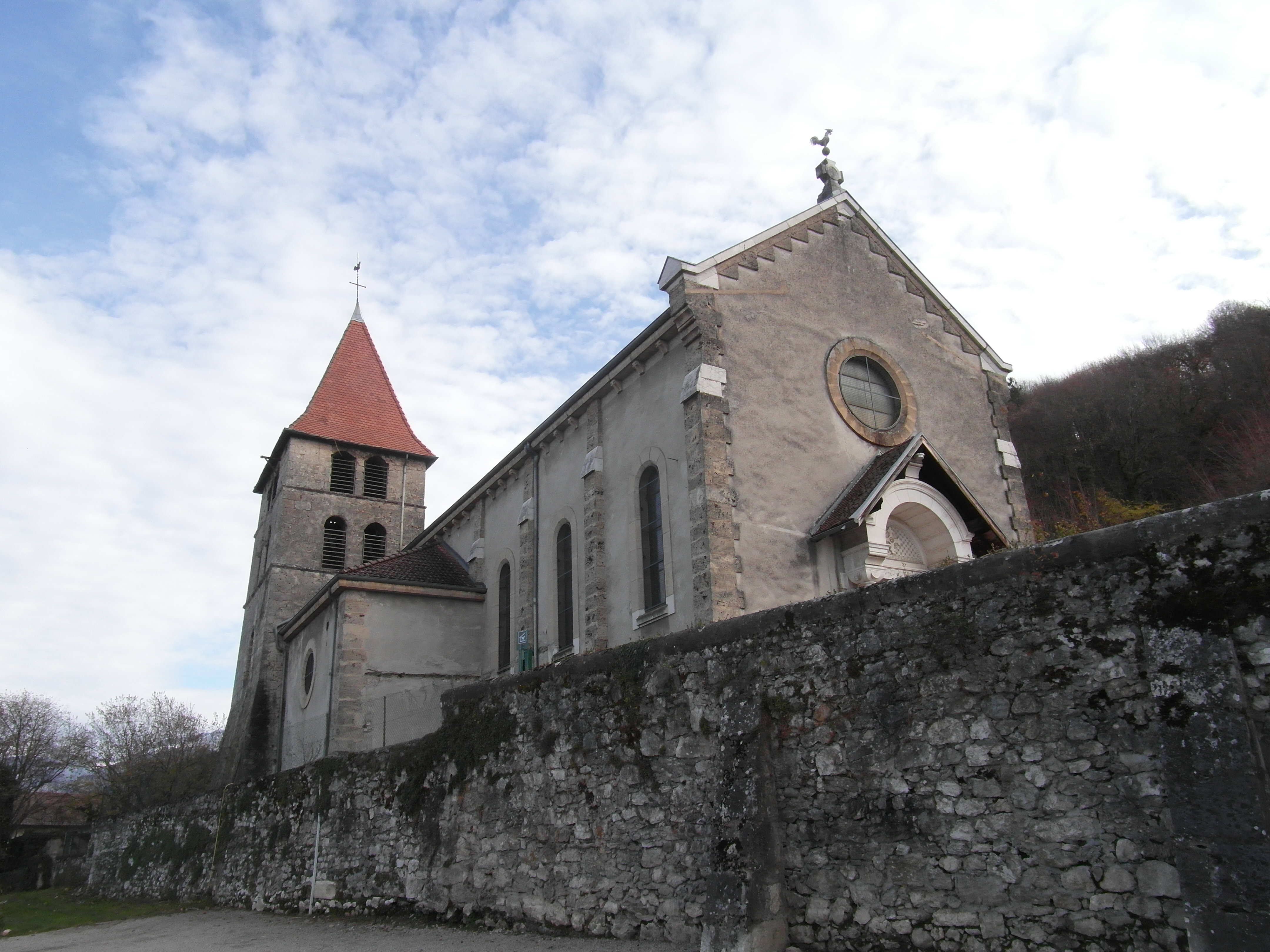
Église Saint-Celse et Saint-Nazaire

#### Les carrières de l'Échaillon
Ces carrières communales, située à l'extrémité septentrionale du territoire communal et encore visibles aujourd'hui, ont fourni les matériaux du pont Alexandre-III et de certaines parties de la façade de l'Opéra de Paris de Charles Garnier. La  Danse de Carpeaux, œuvre qui fut scandale en son temps (une bouteille d'encre fut même jetée contre le groupe sculpté), est taillée dans la pierre de l'Echaillon.
On peut notamment lire dans les « Annales de l'industrie nationale et étrangère, ou Mercure technologique », dans son volume 16 et sa page 258, que « le marbre de Saint-Quentin est calcaire bleu ou gris, assez dur, qui prend un beau poli mais qui craint la gelée ». Ces annales indiquent également que « les côtés de la Cathédrale de Vienne et la sacristie sont pavés avec ce marbre ».

#### La distillerie Charles Meunier
Située à l'entrée du bourg, la distillerie Charles Meunier a été créée en 1809. Le bâtiment a été rénové en 1991. Des visites guidées sont prévues pour accueillir les visiteurs.

#### Maisons anciennes
Le bourg héberge de vieilles maisons datant du XVe au XVIIIe siècle dont la maison forte dite « de la Scierie » et la « maison du Canal des Scieries » parmi d'autres.

### Patrimoine naturel et biodiversité
Zone ENS Marais du Gouret
Le marais du Gouret, relique alluviale de l'ancien lit de l’Isère abrite une faune remarquable et notamment des Triturus cristatus (Tritons crêtes) espèce très sensible à la pollution et à la modification du milieu. Une réhabilitation d'un secteur contigu à la zone primitive a été effectuée en 2016-2017 afin d'agrandir cette zone; cette opération a constitué une mesure compensatoire à des remblais réalisés en zones humides, nécessités par la création des rampes d'accès au nouveau pont de la RD 218 sur l'Isère.

#### Patrimoine forestier
À la suite d'un souhait émis par le conseil municipal consistant à mettre en place une zone forestière « se rapprochant des habitats naturels pour favoriser la faune en créant un corridor biologique entre les forêts alluviales de l'Isère », un projet de reboisement des rives de la rivière a été programmé par la mairie, afin de reconstituer ce manteau forestier dans ce secteur des berges et de lutter contre l'expansion de certaines espèces végétales jugées invasives.
À la fin de l'année 2015, des habitants et des élus de la commune, accompagnés par les élèves d'une classe élémentaire de l'école et du personnel d'une entreprise en papeterie soutenant le projet, tous encadrés par le personnel de l'Office national des forêts, ont participé à la plantation de chênes pédonculés, de merisiers, d'érables près de l'Isère.

### Personnalités liées à la commune
- Georges Biron

Entrepreneur-carrier à l'Echaillon à la fin du XIXe siècle.
- Antoine Mingrat.

Dans la nuit du 8 au 9 mai 1822, l'abbé Antoine Mingrat viole et étrangle dans son presbytère une de ses paroissiennes, Marie Gérin. Le corps de la jeune paysanne de 26 ans est retrouvé dans les eaux de l'Isère, en morceaux, le curé ayant séparé les jambes du tronc avec un hachoir et coupé le torse de manière oblique en deux parties à peu près égales. Le 9 décembre 1822, la Cour d'assises de l'Isère le condamne par contumace à la peine de mort. Il est par contre acquitté du chef de viol car le séjour du tronc de la victime dans la rivière pendant une dizaine de jours a empêché les médecins experts de vérifier les traces de rapports sexuels récents.
L'ecclésiastique s'était, en fait, enfui en pays sarde, d'où il ne peut être extradé mais les autorités locales le font emprisonner dans la forteresse de Fenestrelle où il meurt en 1825.

### Héraldique
| Blason de Saint-Quentin-sur-Isère | Blason  | De gueules à une fasce d'argent haussée et chargée de trois lys de sable. |
| Blason de Saint-Quentin-sur-Isère | Détails | Le statut officiel du blason reste à déterminer.                          |

## Pour approfondir